# Sound Techniques
Sound Techniques era un estudi d'enregistrament ubicat a Chelsea, Londres, que va estar funcionant entre els anys 1965 i 1976. Ubicat en un anterior diari, va ser fundat pels enginyers de Geoff Frost i John Wood. L'estudi va esdevenir molt conegut com el lloc on molts contractes de folk-rock van signar-se amb l'empresa publicitària Witchseason, de Joe Boyd, com per exemple Fairport Convention, Nick Drake i John Martyn, que van enregistrar-hi els seus àlbums a finals dels 60 i a principis dels 70, però també va ser l'estudi on van enregistrar els discs primerencs Pink Floyd, Elton John i Jethro Tull.

## Llista parcial d'artistes que van enregistrar a Sound Techniques
- Cat Stevens
- Christy Moore
- Elton John[3]
- Fairport Convention
- Focus
- Gerry Rafferty
- Hard Meat
- Jack the Lad
- Jethro Tull (This Was)[4]
- John Cale (Fear, Slow Dazzle and Helen of Troy)
- John Martyn
- Magna Carta
- Nick Drake
- Pentangle
- Pink Floyd ("See Emily Play")[2]
- Richard Thompson
- Sandy Denny
- Stackridge (Friendliness)
- Steeleye Span
- The Incredible String Band
- The Who
- The Yardbirds
- Vashti Bunyan